# Бежтинский участок
Бежтинский участок (авар. Бежтӏа мухъ) — административно-территориальная единица и муниципальное образование (муниципальный участок) в составе Цунтинского района Республики Дагестан Российской Федерации.
Административный центр — село Бежта.

## География
Бежтинский участок расположен в юго-западной горной части Дагестана, у истоков Аварского Койсу (реки Симбирис-хеви, Хзанор и Жекада), у перевалов через Главный Кавказский хребет, на высоте 1500-3500 м над уровнем моря. Граничит с Цунтинским и Тляратинским районами республики. На юге граничит с Грузией.

## История
Бежтинский участок был образован в 1992 году и является уникальным явлением в административном делении как Республики Дагестан, так и всей Российской Федерации.
Вхождение Бежтинского участка в состав Цунтинского района определено Конституцией Республики Дагестан.
Статья 39 Закона Республики Дагестан «О статусе и границах муниципальных образований в Республике Дагестан» наделяет статусом «муниципальный участок» муниципальное образование «Бежтинский участок» в составе Цунтинского района и статусом «сельское поселение», входящие в состав Бежтинского участка. Помимо Бежтинского сельского поселения в состав Бежтинского участка входят ещё четыре муниципальных образования — сельские поселения.
В соответствии с Постановлением Народного Собрания Республики Дагестан от 26 сентября 2013 года № 619-V «О внесении изменений в административно-территориальное устройство Республики Дагестан» образованы села Балакури, Жамод, Исоо в составе Бежтинского сельсовета.

## Население
| 2002  | 2010  | 2012  | 2013  | 2014  | 2015  | 2016  |
| ----- | ----- | ----- | ----- | ----- | ----- | ----- |
| 8363  | ↘7240 | ↗7328 | ↗7369 | ↗7387 | ↗7547 | ↗7698 |
| 2017  | 2018  | 2019  | 2020  | 2021  | 2023  | 2024  |
| ↗7833 | ↗7899 | ↗7989 | ↗8082 | ↗8433 | ↗8544 | ↗8614 |
| 2025  |       |       |       |       |       |       |
| ↗8728 |       |       |       |       |       |       |

### Национальный состав
По оценке на 1 января 2009 года:
| Народ           | Численность, чел. | Доля от всего населения, % |
| --------------- | ----------------- | -------------------------- |
| аварцы          | 9783              | 100 %                      |
| *бежтинцы       | 8280              | 84,6 %                     |
| *гунзибцы       | 1040              | 10,6 %                     |
| *дидойцы (цезы) | 468               | 4,8 %                      |
| всего           | 9783              | 100,00 %                   |

На территории участка распространены бежтинский и гунзибский языки. Религиозная принадлежность — мусульмане-сунниты.

## Территориальное устройство
Бежтинский участок в рамках административно-территориального устройства включает сельсоветы и сёла.
В рамках организации местного самоуправления в одноимённый муниципальный район входят 5 муниципальных образований со статусом сельского поселения, которые соответствуют сельсоветам и сёлам.
| № | Сельское поселение    | Административный центр | Количество населённых пунктов | Население (чел.) | Площадь (км²) |
| - | --------------------- | ---------------------- | ----------------------------- | ---------------- | ------------- |
| 1 | сельсовет Бежтинский  | село Бежта             | 4                             | ↗4368            | 33,85         |
| 2 | сельсовет Гунзибский  | село Гарбутль          | 3                             | ↗1188            | 19,50         |
| 3 | сельсовет Качалайский | село Качалай           | 3                             | ↘2099            |               |
| 4 | село Тлядал           | село Тлядал            | 1                             | ↘488             | 36,87         |
| 5 | село Хашархота        | село Хашархота         | 1                             | ↗547             | 14,67         |

## Населённые пункты
В участке 12 сельских населённых пунктов:
| №  | Населённый пункт | Тип  | Население | Сельское поселение    |
| -- | ---------------- | ---- | --------- | --------------------- |
| 1  | Балакури         | село |           | сельсовет Бежтинский  |
| 2  | Бежта            | село | ↘2680     | сельсовет Бежтинский  |
| 3  | Гарбутль         | село | ↗295      | сельсовет Гунзибский  |
| 4  | Гунзиб           | село | ↘170      | сельсовет Гунзибский  |
| 5  | Жамод            | село |           | сельсовет Бежтинский  |
| 6  | Исоо             | село |           | сельсовет Бежтинский  |
| 7  | Каратюбе         | село | ↗366      | сельсовет Качалайский |
| 8  | Караузек         | село | ↗615      | сельсовет Качалайский |
| 9  | Качалай          | село | ↗1129     | сельсовет Качалайский |
| 10 | Нахада           | село | ↗638      | сельсовет Гунзибский  |
| 11 | Тлядал           | село | ↗496      | село Тлядал           |
| 12 | Хашархота        | село | ↗577      | село Хашархота        |

Новые населённые пункты
В 2013 году были образованы новые населённые пункты на территории Бежтинского участка: сёла Балакури, Жамод, Исоо в составе Бежтинского сельсовета.
Кутаны
Сёла Каратюбе, Караузек, Качалай представляют собой отдалённые анклавы Бежтинского участка Цунтинского района на территории равнинного Бабаюртовского района.
Без официального статуса населённого пункта также имеются прикутанные хозяйства Бежтинского участка Цунтинского района Ахайотар, Ачичунгур, 40 лет Октября на территории равнинного Бабаюртовского района.

## Экономика
Муниципальное образование «Бежтинский участок» является сельскохозяйственным районом, при ведущей роли животноводства.

## Природно-климатические условия
Климат Бежтинского участка — континентальный, имеющий свои особенности, обусловленные высотной зональностью. Средняя температура в холодный период (ноябрь-март) в долинах рек составляет около -2°С, в горах опускается до −8°С, среднемесячная температура холодного периода — 2,4°С. Абсолютный минимум температур составляет −33°С. Продолжительность снежного покрова изменяется от 20—30 дней до 150 и более дней в году. На территории района возможны заморозки в течение всего года. Глубина сезонного промерзания глинистых грунтов достигает 80 см.
В тёплый период (апрель-октябрь) температура колеблется от +12° до +20°С, в долинах поднимается до +22°С. Среднемесячная температура тёплого периода составляет +12°С. Абсолютный максимум температур достигает +35°С.
Среднегодовая температура составляет +4°С. Средняя продолжительность периода с температурой выше +10°С в долине составляет 140—180 дней, в субнивальном поясе — менее 100 дней, на вершинах хребтов средние суточные температуры выше 10°С не поднимаются. Продолжительность солнечного сияния увеличивается с юга на север от 1600 до 1800 час. Среднегодовое количество осадков возрастает от 600 мм на востоке до 1000 мм на западе. Большая часть осадков выпадает в тёплый период, в холодный их количество не превышает 100 мм.

## Растительность и животный мир
Растительность
Горная часть Бежтинского участка — один из живописных уголков Дагестана. Вершины гор покрыты ледниками и вечными снегами, а склоны — альпийскими и субальпийскими лугами. Субальпийские луга отличаются пышной и разнообразной растительностью, с высотой травостоя до 80—120 см.
Растительность горного Бежтинского участка отличается богатством и разнообразием, что обусловлено сложностью высокогорного рельефа, различием микроклиматических и почвенных условий произрастания растительных сообществ. Характер растительности изменяется с запада на восток от растительности альпийских и субальпийских лугов до растительности лесов. В небольшом количестве на северо-востоке развита растительность плавней.
К числу природных богатств участка следует отнести и его леса, состоящие из таких пород деревьев, как сосна, берёза, осина, дуб, бук и др. Леса занимают 37 % территории участка. Наиболее значительную площадь широколиственные и хвойные леса занимают в бассейне реки Симбирис-хеви и её притоков.
Животный мир
Животный мир Бежтинского участка также весьма разнообразен и представлен многими видами млекопитающих, птиц, рептилий, амфибий и рыб. Из копытных здесь обитают тур дагестанский, безоаровый козёл, благородный олень, косуля, кабан, серна, а также рысь, медведь, барсук, куница каменная, выдра, лиса, заяц-русак, белка, кавказский улар, кавказский тетерев, кеклик, сизый голубь, орел-бородач, беркут, гриф, стервятник, белоголовый сип. В водоёмах — озёрная и ручьёва́я форель, усач.

## Минеральные источники
На территории Бежтинского участка встречается множество мелких и крупных минеральных источников (солёные, содовые — годные в пищу и горячие сероводородные, серные, бурожелезные — для лечебного купания).

## Туризм
Сочетание гор, лесов и речной сети на территории Бежтинского участка образует уникальные ландшафты, которые составляют потенциал для организации экологического туризма (экотуризма).
На территории района находится Бежтинский республиканский зоологический заказник.

## Интересные факты
- Из 12 населённых пунктов, административно входящих в состав Бежтинского участка, лишь 6 расположены непосредственно на территории участка в горах, остальные находятся на равнине, на территории Бабаюртовского района.
- В ОКАТО и ОКТМО Бежтинский участок отсутствует.